# Harry Stockwell
Harry Bayless Stockwell (* 27. April 1902 in Kansas City, Missouri; † 19. Juli 1984 in New York City) war ein US-amerikanischer Schauspieler, Synchronsprecher und Sänger.

## Leben
In den 1920er-Jahren wurde Harry Stockwell als Darsteller und Sänger in zahlreichen Musicals, unter anderem am Broadway in New York, bekannt. In den folgenden Jahrzehnten spielte er unter anderem in Musicals wie Broadway Nights, George White’s Scandals und As Thousands Cheer. Ein großer Erfolg für ihn war die Rolle des Curly im berühmten Musical Oklahoma!, die er in den 1940er-Jahren über lange Zeit am Broadway spielte. Nur sehr sporadisch arbeitete er auch als Schauspieler in Hollywood: Seine ersten Filme dort waren Broadway-Melodie 1936 und Here Comes the Band aus dem Jahr 1935. Bleibende Bekanntheit erreichte Stockwell 1937, als er für Walt Disney dem Prinzen im Filmklassiker Schneewittchen und die sieben Zwerge seine Stimme lieh. Seine letzte Filmrolle in Hollywood spielte er 1973 im Horrorfilm Der Werwolf von Washington.
Harry Stockwell war bis zu seinem Tod 1984 in zweiter Ehe mit der Schauspielkollegin Nina Olivette Stockwell (1910–1993) verheiratet. Seine zwei Söhne aus erster Ehe sind Guy Stockwell und Dean Stockwell, die ebenfalls nennenswerte Schauspielkarrieren einschlugen.

## Filmografie
- 1935: Broadway-Melodie 1936 (Broadway Melody of 1936)
- 1935: Here Comes the Band
- 1937: All Over Town
- 1937: Schneewittchen und die sieben Zwerge (Snow White and the Seven Dwarfs)
- 1939: Montmartre Madness
- 1945: Rhapsodie in Blau (Rhapsody in Blue)
- 1959: Mit mir nicht, meine Herren (It Happened to Jane)
- 1973: Der Werwolf von Washington (The Werewolf of Washington)